# Kochtizky

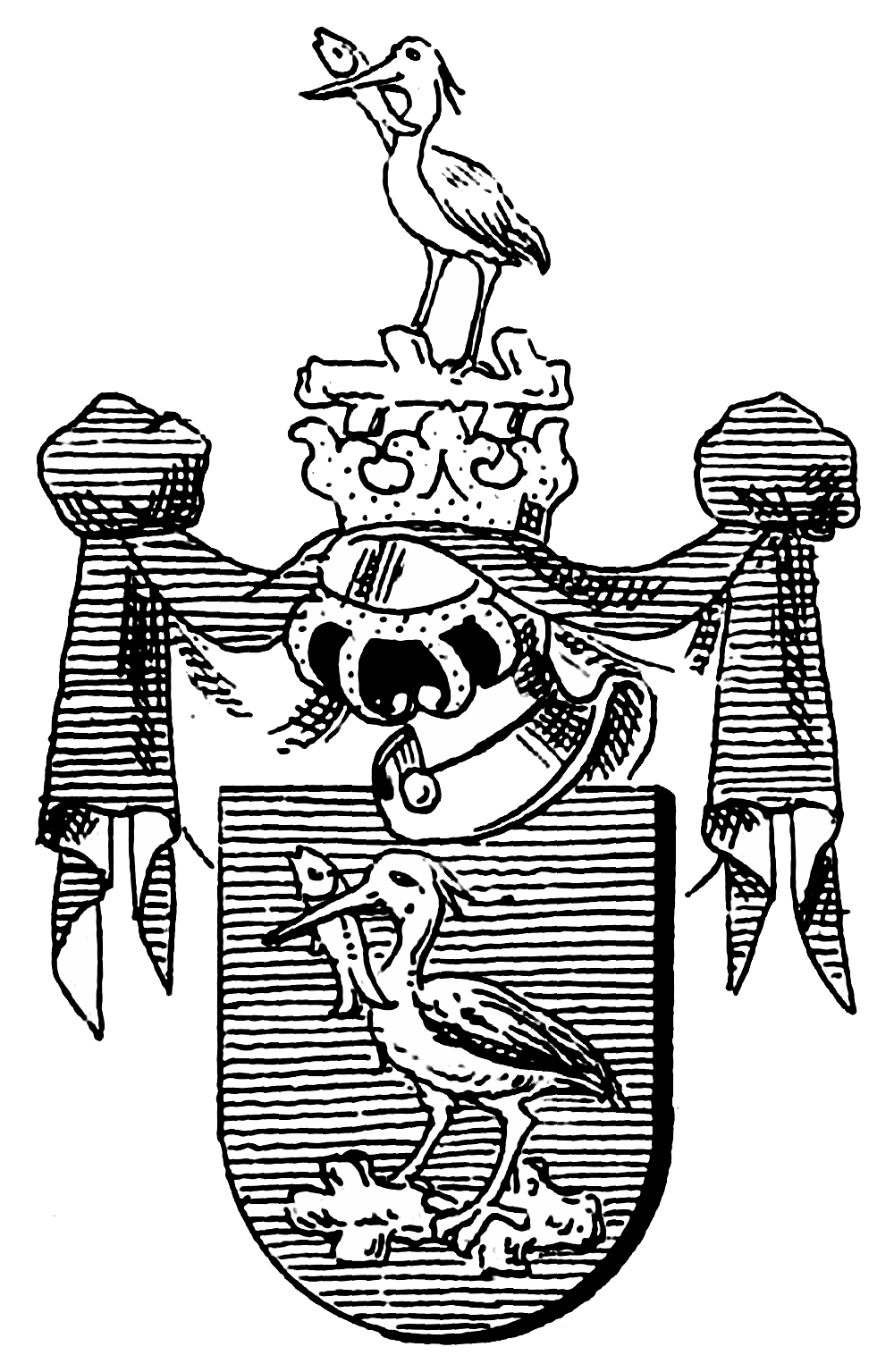
Wappen derer von Kochtizky

Kochtizky ist der Name eines alten, freiherrlichen schlesischen Adelsgeschlechts.

## Geschichte

Wappen der Kochtizky

1307 erwarb Reijntius (Reinicke) von Losiny das Gut Kochticz (auch Kochczütz) bei Lublinitz in Oberschlesien und nahm daraufhin den Namen Kochtizky an (andere Schreibweisen waren Kochtitzky oder Kochticzky. In österreichischen Quellen findet sich dagegen oftmals die Schreibweise Kochticky). Die Familie stammte ursprünglich aus Losiny (deutsch: Ullersdorf) in Mähren, wo sie sich neben von Losiny auch von Mutišov nannte.
Johann von Kochtizky soll bereits 1570 der Titel Freiherr geführt haben. Nachweislich erhielten dessen fünf Enkel am 26. März 1610 die Aufnahme in den Freiherrnstand. Die Familie besaß in Oberschlesien einen ausgedehnten Grundbesitz (u. a. die Kleinstädte Lublinitz, Ujest und Cosel sowie die Herrschaft Turawa). Grabdenkmäler der von Kochtizky befinden sich in den Kirchen von Lubetzko (Johann, † 1549), Lublinitz (Johann, † 1591) und in St. Johannis zu Liegnitz (Johannes Christoph Freiherr, † 1634). Ein Zweig der Familie trat im 18. Jahrhundert in sächsische Dienste.

## Wappen
Das Wappen zeigt in Blau, auf einem liegenden geasteten natürlichen Baumstamm stehend, einen rot bewehrten silbernen Reiher mit einem gestürzten natürlichen Fisch im Schnabel. Auf dem Helm mit blau-silbernen Decken der Reiher.

## Personen
- Hermann von Kochtizky (1455–1538), Hofmarschall des Herzogs Valentin von Ratibor
- Johann von Kochtizky (* Mai 1543; † 1. Januar 1591 in Breslau), kaiserlicher Kammerrat, angeblich seit 1570 Freiherr
- Andreas Freiherr von Kochtizky (1568–1634), Landeshauptmann der Fürstentümer Oppeln-Ratibor
- Nikolaus Freiherr von Kochtizky († vor 1634), Landeshauptmann des Herzogtums Neisse-Grottkau
- Franz Adam Freiherr von Kochtizky (* 1731 in Szebra bei Grodnow; † 4. April 1810 in Meißen), Generalmajor der sächsischen Armee